# Бонни: русский рекорд на соляном озере
«Бонни: русский рекорд на соляном озере» — российский документальный фильм режиссёра Дмитрия Боброва. Премьера состоялась 19 августа 2017 года на канале Discovery Channel. Фильм стал первым эпизодом в цикле «Русские кастомы», выходившем на Discovery Channel.
В 2018 году фильм был показан в рамках XXIX открытого фестиваля документального кино «Россия».
Также в 2018 году фильм вошел в список 20 лучших передач канала Discovery Channel по версии «Афиша Daily».

## Сюжет
Сюжет повествует о том, как кастом-мастерская Fine Custom Mechanics с нуля по чертежам создала мотоцикл Bonny на базе двигателя М-72 и в 2016 году первой среди российских команд приняла участие в неделе скорости на озере Бонневилле в США в попытке установить новый мировой рекорд скорости в категории «ретро».

## Действующие лица
- Сергей Мальцев
- Михаил Антонов
- Андрей Никитин
- Александр Меньших
- Шон Джордан
- Нил Брэйзер

## Создание
В 2015 году основатель студии Script Shot Sound Дмитрий Бобров и продюсер Анастасия Боброва посетили кастом-мастерскую Fine Custom Mechanics с целью съёмки короткометражного фильма на тему российского кастомайзинга. Руководитель мастерской Сергей Мальцев предложил взять за основу сюжета постройку нового мотоцикла Bonny. Почти все детали мотоцикла были ручной работы, поэтому процесс производства представлял для съёмочной группы художественную ценность.
Съёмки проходили в 2016 году в Москве и штате Юта, США.
Фильм был реализован на средства киностудии Script Shot Sound, часть суммы была собрана на краудфандинг-платформе Planeta.ru, часть — мастерской Fine Custom Mechanics. Промо-поддержка фильма была оказана IT-компанией Mail.Ru Group.
Первоначальная длительность фильма была 30 минут, однако по просьбе канала Discovery Channel хронометраж увеличили до 43 минут, добавив интервью с членами мастерской.